# Свартбьорнсбюн
Свартбьорнсбюн (на шведски: Svartbjörnsbyn) е село в североизточна Швеция. Намира се в община Буден, на лен Норботен. На 5 км на юг от селото е общинският център град Буден. Разположено е на южния бряг на езерото Будбютреск. Има жп гара, която е първата спирка, след Буден, когато се пътува на север в посока към Норвегия като се преминава през шведските градове Йеливаре и Кируна. Населението му е 1300 жители от преброяванео през 2013 г.

## Личности
Родени
- Ейвинд Юнсон (1900-1976), шведски писател